# Château d'Essalois
 (mars 2018).
Le château d'Essalois à Chambles surplombe le lac de Grangent, dans le département de la Loire en Auvergne-Rhône-Alpes (France).

## Histoire

### Site d’occupation ancienne
Le château d’Essalois se dresse sur un lieu qui constitue un point stratégique naturellement fortifié et habité par des hommes depuis des temps immémoriaux. 
L’oppidum gaulois (occupé par les Ségusiaves de -170 à -25) très important s’étendait à 500 mètres en arrière du château au lieu-dit « le palais ». Il en subsiste des murailles noyées par les genêts. La mise au jour d’amphores et de pièces de monnaie au cours des fouilles archéologiques menées par M. Preynat ont révélé l’existence d’échanges commerciaux importants (vin) avec l’Italie, antérieurs à l’occupation romaine.

### Origine inconnue
Les documents les plus anciens faisant mention du château sont du XIVe siècle. Le puy d’Essalois (Podium deysaluym, Mons deysaluym, puis Suc du Pré) est cité dans les chartes à partir de 1337.
En 1378, Arthaud de Villedieu rend hommage au comte du Forez pour la maison et la tour d’Essalois qui surveillait la Loire.
En 1464, la tour d’Essalois appartenait à Beraud de la Bâtie.
Jusqu’à ce jour, les vestiges de cette construction primitive n’ont pu être identifiés.

### Construction duXVIesiècle

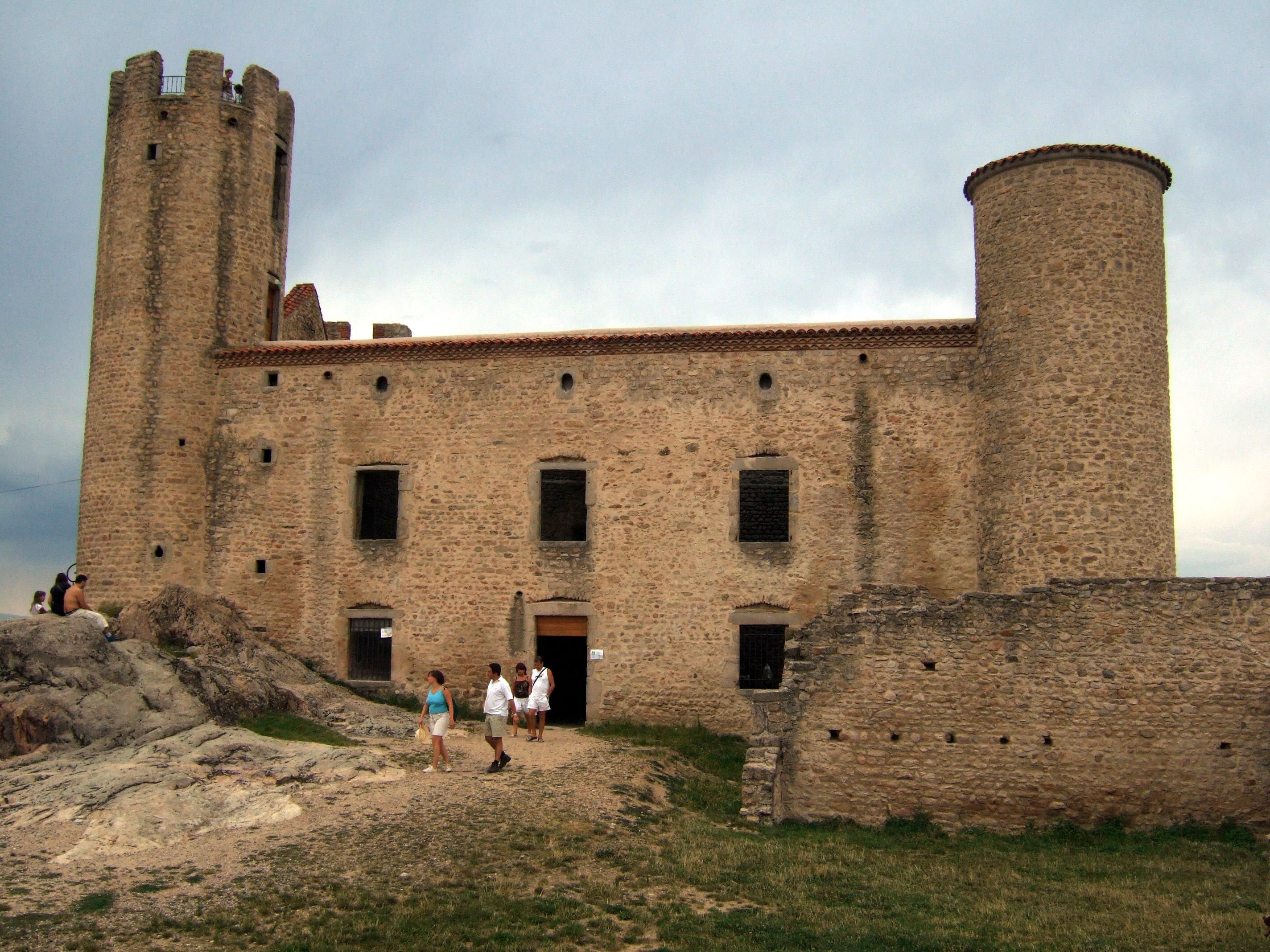
Façade du château.

Le château, tel qu’il paraît actuellement, fut construit en grande partie en 1580 par Léonard de Bertrand, Seigneur d’Essalois et maître des eaux et forêts à Montbrison.
En 1590, le château a été pillé par une troupe de ligueurs commandés par Honoré d'Urfé.
La seigneurie, qui s’étendait sur Chambles, Périgneux, Saint-Marcellin et Saint-Rambert, passa au XVIIe siècle aux seigneurs de Sury-le-Comtal, les De la Veuhe, puis par eux aux d'Escoubleau de Sourdis (car Anne de Rostaing, † 1637, veuve héritière de son 2e mari Jacques de La Veuhe, transmit à son fils Pierre d'Escoubleau de Sourdis qu'elle avait eu de son 1er lit avec François d'Escoubleau de Sourdis).
En 1671, Catherine de Cremeaux d’Entraigues (cf. l'article Urfé), veuve dudit Pierre de Sourdis, vendit la seigneurie aux moines Camaldules du Val Jésus. Les Camaldules cédèrent le château et la seigneurie d'Essalois à Thomas Gonyn de Lurieu, avocat au Parlement et au présidial de Lyon, juge des domaines du prieuré de Saint-Rambert-en-Forez, acquéreur aussi du castel de la Merlée. Celui-ci les conserva de 1690 à 1703. Cette année-là, les Camaldules, pour qui la pêche du saumon  constituait une ressource appréciée, en firent reprise et les conservèrent jusqu'en 1798. À la fin du XVIIIe siècle, vendu comme bien national à Pierre Thiollière de la Réardière (cf. la Réardiere.pdf) sous la Révolution, il passe ensuite successivement à plusieurs propriétaires.
Il se compose alors d’un vieux château fort, consistant en deux tours et corps de bâtiment abritant le granger, les bâtiments d’exploitation, les écuries et tout autour des bois, forêts, prés, rochers, bruyères, d’environ 718 métairies. 
Un inventaire de 1791 et la lecture des plans du relevé permettent de distinguer, du moins dans les superstructures, deux parties dont la plus ancienne est manifestement la moitié sud qui comporte les deux tours rondes.

### AuXIXesiècle, la première restauration
Le château est en ruine quand il est acheté vers la fin du XIXe siècle par Hippolyte Sauzéa, marchand à Saint-Étienne, qui le restaure et le lègue aux Hospices de Saint-Étienne. 
Les façades Est et Ouest portent des signes évidents (joint verticaux, reprise de maçonnerie) qui permettent de délimiter les deux campagnes de restauration.
Les ouvrages en brique, corniche en génoise, arcatures et piédroits de créneaux sont les marques du XIXe siècle.
Sur la façade Ouest, se trouve le blason d’Hippolyte Sauzéa.

### Époque actuelle, poursuite de la restauration
En 1976, le Syndicat Mixte d’Aménagement des Gorges de la Loire (sept communes riveraines du lac de Grangent) et le département de la Loire acquièrent le château d’Essalois. 
La restauration se poursuit depuis 1983 sous la direction de M. Gilles Michelou, avec l’aide de M. Lazar, architecte des Bâtiments de France.
L’ensemble du château d’Essalois a fière allure[non neutre] et constitue par son volume et sa position, l’un des points forts du paysage des Gorges de la Loire.
Il symbolise l’action du syndicat Mixte d’aménagement des Gorges de la Loire. 
Il se visite librement, sa tour offrant une vue splendide sur le paysage.

## Liens